# The Destroyed Room: B-sides and Rarities
The Destroyed Room: B-sides and Rarities je kompilační hudební album americké rockové skupiny Sonic Youth. Zahrnuje převážně skladby, které jsou špatně dostupné nebo vydané jen na vinylech. Bylo vydáno již několikrát a to vždy v mírně odlišných verzích.